# BenQ-Siemens
BenQ-Siemens was een joint venture, opgericht in 2005 door Siemens en BenQ. Voorheen was Siemens een bekende producent van onder andere mobiele telefoons, maar omdat dit verlies opleverde, werd deze divisie verkocht aan de Aziatische elektronicafabrikant BenQ. In september 2006 is het voormalige Siemensdeel failliet gegaan, nadat het moederbedrijf de financiering had stopgezet.
BenQ is een aftakking van Acer dat in 2001 onder de naam BenQ zelfstandig werd.